# Ocha Norma
Ocha Norma (お茶の間) — японський жіночий ідол-гурт, що складається з дев'яти учасниць, який сформувався у 2021 році. 13 липня 2022 року вони випустили свій дебютний сингл «Koi no Crouching Start / Omatsuri Debut da ze!». Його назва (お茶の間/ochā no ma, кандзі та хіраґаною) японською означає «вітальня в японському стилі».